# 第十二郡
第十二郡是越南胡志明市下辖的一个郡。面积53平方公里，2019年总人口620000人。

## 地理
第十二郡东接守德市和平阳省顺安市，西接平新郡，南接平盛郡、旧邑郡、新平郡和新富郡，北和西北接旭门县。

## 历史
1997年1月6日，旭门县以盛禄社、安富东社、新泰合社、东兴顺社、新泰一社5社和新政合社部分区域、中美西社部分区域析置第十二郡；新泰一社改制为新泰一坊，东兴顺社改制为东兴顺坊，安富东社改制为安富东坊，中美西社部分区域改制为中美西坊，新政合社部分区域析置新政合坊，盛禄社析置盛禄坊、盛春坊，新泰合社部分区域和新政合社部分区域析置合城坊，新泰合社析置泰安坊，新泰合社剩余区域和新政合社剩余区域合并为新泰合坊。
2006年11月23日，东兴顺坊析置新兴顺坊。

## 行政区划
第十二郡下辖11坊，郡人民委员会位于泰安坊。
- 安富東坊（Phường An Phú Đông）
- 東興順坊（Phường Đông Hưng Thuận）
- 合城坊（Phường Hiệp Thành）
- 新政合坊（Phường Tân Chánh Hiệp）
- 新興順坊（Phường Tân Hưng Thuận）
- 新泰合坊（Phường Tân Thới Hiệp）
- 新泰一坊（Phường Tân Thới Nhất）
- 盛祿坊（Phường Thạnh Lộc）
- 盛春坊（Phường Thạnh Xuân）
- 泰安坊（Phường Thới An）
- 中美西坊（Phường Trung Mỹ Tây）